# Chen Lin
Chen Lin (177 - printemps 217) L’un des « Sept Lettrés de Jian'an » et Secrétaire de la Cour sous le règne de l’Empereur Ling. Il se démarque dans la littérature par son style puissant et original. Lorsque He Jin songe à former une grande armée pour éliminer les eunuques de la Cour, Chen Lin s’y oppose, mais ses conseils ne furent pas entendus. Quand He Jin est tué, il vient trouver refuge dans la province de Ji. 
Plus tard, il rédige pour Yuan Shao un manifeste dénonçant les crimes de Cao Cao. Le manifeste était si bien écrit que Cao Cao lui-même en fit l’éloge. Lorsque Yuan Shang décide de faire une offensive contre Cao Cao, il charge Shen Pei et Chen Lin de s'occuper de la ville de Yejun. Toutefois, en 204, la ville est conquise mais à cause de son grand talent, Chen Lin est épargné par Cao Cao et promu à un poste civil. 
Enfin, en l’an 217, une épidémie de peste tue plusieurs des « Sept », dont Chen Lin.
Sa tombe est aujourd'hui située au domaine du lac Dazong à Yancheng, à l'est de la province chinoise du Jiangsu, où elle fait figure d'attrait touristique. 